# Cose nostre - Malavita
Cose nostre - Malavita (The Family) è un film del 2013 diretto da Luc Besson.
La pellicola, con protagonisti Robert De Niro, Michelle Pfeiffer e Tommy Lee Jones, è l'adattamento cinematografico del romanzo Malavita di Tonino Benacquista.

## Trama
Giovanni Manzoni è un ex gangster mafioso italiano che si è pentito e ha testimoniato contro i suoi capi; per questo motivo lui e la sua famiglia (la moglie Maggie e i loro figli Belle e Warren) vivono sotto copertura grazie al programma protezione testimoni dell'FBI, in quanto il vecchio boss di Giovanni, Don Lucchese, sta conducendo dalla prigione una feroce caccia all'uomo.
Tuttavia, i componenti della famiglia hanno dei comportamenti violenti, il che li rende potenzialmente visibili e li costringe a spostamenti continui onde evitare di venire rintracciati e uccisi.
Dopo l'ennesima copertura saltata, la famiglia assume il cognome Blake e si trasferisce a Cholong-sur-Avre, uno sperduto (e nella realtà immaginario) paese della Normandia, nei pressi di Verneuil-sur-Avre; l'agente Stansfield, che sovraintende le misure di sicurezza che proteggono la famiglia Manzoni, chiede loro di mantenere un basso profilo e di integrarsi con la popolazione locale, allo scopo di evitare l'ennesimo ri-collocamento.
Ma anche in questo caso le abitudini mafiose di ciascun membro della famiglia faticano a scomparire, sin dal primo giorno: Maggie fa saltare in aria un supermercato gestito da un proprietario anti-americano, Warren si fa strada nella piccola malavita della sua scuola e Belle picchia a sangue alcuni ragazzi che avevano provato a molestarla e una compagna di scuola dalle mani lunghe.
Giovanni, invece, sembra condurre una vita tranquilla, spacciandosi per scrittore con i nuovi vicini di casa. Ben presto, però, le sue tendenze violente iniziano ad emergere nel momento in cui si trova a dover fare i conti con le piccole difficoltà della vita quotidiana.
Tra alti e bassi, i Blake procedono nei loro tentativi di integrarsi: e se Warren viene visto come un teppista dai suoi professori, Maggie riesce ad allacciare rapporti nella comunità parrocchiale di Santa Cecilia, situata in un paese vicino, mentre Belle ha una tresca con un giovane studente universitario impegnato nella sua scuola come supplente di matematica. Giovanni nel frattempo sta affrontando con modi talvolta brutali un piccolo problema domestico di acqua marrone dalle tubature, che lo portano ad interloquire, di volta in volta, con l'idraulico del paese, il sindaco e il manager di una locale fabbrica di prodotti chimici.
Stainsfield intanto scopre che Giovanni sta scrivendo in segreto le proprie memorie, documento fatale se dovesse mai venire pubblicato; i due uomini hanno un confronto in merito a esse, e l'ex mafioso rivela all'agente di essere in realtà stanco della sua vita instabile, e che probabilmente la morte non sarebbe poi la cosa peggiore.
Warren intanto usa una battuta sentita anni prima dalla bocca di Don Lucchese per una rubrica della gazzetta scolastica; per una serie di eventi sfortunati la pagina attraversa l'oceano e capita proprio nelle mani del boss, che localizza la famiglia del suo nemico e manda un commando a sterminarla.
La sera dello scontro finale trova la famiglia insolitamente fuori casa: Maggie si trova nella chiesa di Santa Cecilia da dove viene cacciata dopo aver rivelato, in confessione, la propria vera identità al parroco; Warren dopo aver salutato la sorella, scappa alla stazione per recarsi a Parigi, dove vuole mettersi in proprio nella malavita; mentre la stessa Belle sale su un tetto per suicidarsi dopo che il suo amato ha deciso di non dare seguito alla loro relazione. Giovanni vive invece un momento di gloria: invitato come relatore a un cineforum (per un caso fortuito il film è Quei bravi ragazzi in cui lo stesso De Niro interpreta un gangster), coinvolto dalla visione del film, Giovanni nella pubblica discussione del film si mette a rievocare, parlando in terza persona, la sua gioventù criminale, suscitando grande interesse del pubblico.
Stainsfield, presente alla serata, dichiara saltata la copertura e fa scattare la procedura d'emergenza proprio mentre il commando mafioso di Don Lucchese arriva nel paese.
Il commando, sterminati i poliziotti locali e messo fuori gioco anche il pompiere, presidia la casa e tenta di sterminare i Manzoni. I collaboratori di Stainsfield vengono uccisi mentre Warren e Belle, che si sono accorti dell'arrivo del commando, tornano verso casa, si impossessano di alcune armi e fanno fuori gran parte dei mafiosi. Giovanni salva Maggie dall'essere uccisa, mentre Stainsfield salva Belle investendo l'ultimo dei sicari del commando. La famiglia, salva, fugge dalla Normandia, spaventata, ma più unita che mai.

## Produzione

### Titolo
Il titolo del progetto inizialmente era Malavita, successivamente cambiato in The Family nel mese di maggio 2013.

### Riprese
Le riprese del film iniziano l'8 agosto 2012 e terminano il 27 ottobre. Si svolgono tra Francia e Stati Uniti d'America, nelle città di Le Sap, Saint-Denis, Gacé, L'Aigle e New York.
È stato uno dei primi film girati negli studios di Cité du Cinéma in Francia, complesso costruito da Luc Besson nel settembre 2012.
Il budget del film è stato di 30 milioni di dollari.

## Promozione
Il primo trailer viene diffuso online il 4 giugno 2013.

## Distribuzione
Il film, inizialmente programmato per il 18 ottobre, verrà distribuito nelle sale cinematografiche statunitensi dal 20 settembre 2013, mentre in quelle italiane a partire dal 17 ottobre.

## Accoglienza

### Incassi
Il film ha incassato 78,4 milioni di dollari in tutto il mondo.

### Critica
Sull'aggregatore Rotten Tomatoes il film riceve il 28% delle recensioni professionali positive con un voto medio di 4,6 su 10 basato su 137 critiche, mentre su Metacritic ottiene un punteggio di 42 su 100 basato su 32 critiche.